# Anne Kremer
Anne Kremer es una jugadora de tenis profesional, nacida el 19 de octubre de 1975 en Luxemburgo (ciudad), Luxemburgo. Su ranking más alto dentro del circuito de la WTA corresponde al N.º 18 conseguido el 29 de julio de 2002.
Anne completó sus estudios en el célebre instituto Athénée de Luxemburgo y estudió inglés e Historia en la Universidad Stanford en Palo Alto, California, Estados Unidos.

## Títulos (7)

### Individuales
| Leyenda                |
| Grand Slam (0)         |
| Tour Championships (0) |
| Tier I (0)             |
| Tier II (0)            |
| Tier III (1)           |
| Tier IV (1)            |
| ITF (5)                |

| No. | Fecha                    | Torneo       | Superficie    | Oponente en la final | Resultado   |
| 1.  | 31 de julio de 1994      | La Coruña    | Tierra batida | Paula Hermida        | 7–5 6–1     |
| 2.  | 21 de agosto de 1994     | Koksijde     | Tierra batida | Stephanie De Ville   | 6–1 6–4     |
| 3.  | 11 de septiembre de 1994 | Varna        | Tierra batida | Marina Stets         | 6–7 7–6 6–1 |
| 4.  | 11 de octubre de 1998    | Albuquerque  | Dura          | Jane Chi             | 2–6 6–4 6–4 |
| 5.  | 21 de febrero de 1999    | Midland      | Dura          | Tara Snyder          | 3–6 6–1 7–5 |
| 6.  | 8 de enero de 2000       | Auckland     | Dura          | Cara Black           | 6–4 6–4     |
| 7.  | 19 de noviembre de 2000  | Pattaya City | Dura          | Tatiana Panova       | 6–1 6–4     |